# Тайвань на летних Олимпийских играх 2016
Тайвань (под названием Китайский Тайбэй) на летних Олимпийских играх 2016 года представлен как минимум в семнадцати видах спорта.

## Медали
| Золото |                                 |                                                  |           |
| №      | Спортсмены                      | Вид спорта (дисциплина)                          | Дата      |
| 1      | Сюй Шуцзин                      | Тяжёлая атлетика (до 53 кг, женщины)             | 7 августа |
| Бронза |                                 |                                                  |           |
| №      | Спортсмены                      | Вид спорта (дисциплина)                          | Дата      |
| 1      | Тань Ятин Линь Шицзя Лэй Цяньин | Стрельба из лука (командное первенство, женщины) | 7 августа |
| 2      | Го Синчжунь                     | Тяжёлая атлетика (до 58 кг, женщины)             | 8 августа |

## Состав сборной
Академическая гребля
1. Хуан Итин

 Бадминтон
1. Ли Шэнму
2. Цай Цзяисинь
3. Чжоу Дяньчжэнь
4. Дай Цзыин

 Бокс
1. Лай Чжуньэн
2. Чжэнь Ниньцзинь

 Борьба
Вольная борьба
1. Чэнь Вэньлин

Велоспорт
 Шоссейный велоспорт
1. Хуан Динъин

 Трековый велоспорт
1. Сяо Мэйюй

 Гольф
1. Бань Чжэнцзун
2. Линь Вэньдан
3. Кэнди Гун
4. Тереза Лу

 Дзюдо
1. Цзай Минянь
2. Лянь Чжэньлин

 Конный спорт
1. Вон Исяо

 Лёгкая атлетика
1. Сян Чжуньсянь
2. Хо Цзиньбин
3. Хуан Шифэн
4. Чжэнь Цзе
5. Се Цзяньхо
6. Чжэнь Юйсюань

 Настольный теннис
1. Цзян Хунцзе
2. Чуан Чжиюань
3. Чэнь Цзяньань
4. Ли Ичжэнь
5. Чэн Ичин
6. Чэнь Сыюй

 Парусный спорт
1. Чжан Хао

 Плавание
1. Ли Сюаньянь
2. Линь Бэйвунь

 Спортивная гимнастика
1. Ли Чхихкай

 Стрельба
1. Ян Гуньби
2. Линь Ицзюнь
3. У Цзяин
4. Юй Айвэнь

 Стрельба из лука
1. Вэй Чжуньхэн
2. Гао Хаовэнь
3. Юй Гуаньлинь
4. Тань Ятин
5. Линь Шицзя
6. Лэ Цзяньин

 Теннис
1. Лу Яньсюнь
2. Се Шувэй
3. Чжань Хаоцин
4. Чжань Юнжань
5. Чжуан Цзяжун

 Тхэквондо
1. Квота 1
2. Квота 2
3. Квота 3

 Тяжёлая атлетика
1. Дань Цзичжун
2. Квота 2
3. Квота 3
4. Линь Цзыци
5. Сюй Шуцзин
6. Чэнь Вэйлин
7. Квота 7

## Результаты соревнований

### Академическая гребля
В следующий раунд из каждого заезда проходят несколько лучших экипажей (в зависимости от дисциплины). В отборочный заезд попадают спортсмены, выбывшие в предварительном раунде. В финал A выходят 6 сильнейших экипажей, остальные разыгрывают места в утешительных финалах B-F.
Женщины
| Соревнование | Спортсмены | Предварительный заезд | Предварительный заезд | Предварительный заезд | Отборочный заезд | Отборочный заезд | Отборочный заезд | Четвертьфинал  | Четвертьфинал  | Четвертьфинал  | Полуфинал     | Полуфинал     | Полуфинал     | Финал   | Финал   | Итоговое место |
| Соревнование | Спортсмены | Заезд                 | Время                 | Место                 | Заезд            | Время            | Место            | Заезд          | Время          | Место          | Заезд         | Время         | Место         | Время   | Место   | Итоговое место |
| ------------ | ---------- | --------------------- | --------------------- | --------------------- | ---------------- | ---------------- | ---------------- | -------------- | -------------- | -------------- | ------------- | ------------- | ------------- | ------- | ------- | -------------- |
| одиночки     | Хуан Итин  | 4                     | 8:51,74               | 4                     | 2                | 8:01,27          | 3                | не участвовала | не участвовала | не участвовала | Полуфинал E/F | Полуфинал E/F | Полуфинал E/F | Финал E | Финал E |                |
| одиночки     | Хуан Итин  | 4                     | 8:51,74               | 4                     | 2                | 8:01,27          | 3                | не участвовала | не участвовала | не участвовала | 1             | 8:38,21       | 1             |         |         |                |

### Бадминтон
Одиночный разряд
| Соревнование | Спортсмены     | Групповой этап | Групповой этап | Групповой этап | 1/8 финала | 1/4 финала | 1/2 финала | Финал | Итоговое место |
| Соревнование | Спортсмены     | 1 матч         | 2 матч         | Место          | 1/8 финала | 1/4 финала | 1/2 финала | Финал | Итоговое место |
| ------------ | -------------- | -------------- | -------------- | -------------- | ---------- | ---------- | ---------- | ----- | -------------- |
| мужчины      | Чжоу Дяньчжэнь | Группа         | Группа         | Группа         |            |            |            |       |                |
| мужчины      | Чжоу Дяньчжэнь |                |                |                |            |            |            |       |                |
| женщины      | Дай Цзыин      | Группа         | Группа         | Группа         |            |            |            |       |                |
| женщины      | Дай Цзыин      |                |                |                |            |            |            |       |                |

Парный разряд
| Соревнование | Спортсмены            | Групповой этап | Групповой этап | Групповой этап | Групповой этап | 1/4 финала | 1/2 финала | Финал | Итоговое место |
| Соревнование | Спортсмены            | 1 матч         | 2 матч         | 3 матч         | Место          | 1/4 финала | 1/2 финала | Финал | Итоговое место |
| ------------ | --------------------- | -------------- | -------------- | -------------- | -------------- | ---------- | ---------- | ----- | -------------- |
| мужчины      | Ли Шэнму Цай Цзяисинь | Группа         | Группа         | Группа         | Группа         |            |            |       |                |
| мужчины      | Ли Шэнму Цай Цзяисинь |                |                |                |                |            |            |       |                |

### Бокс
Квоты, завоёванные спортсменами являются именными. Если от одной страны путёвки на Игры завоюют два и более спортсмена, то право выбора боксёра предоставляется национальному Олимпийскому комитету. Соревнования по боксу проходят по системе плей-офф. Для победы в олимпийском турнире боксёру необходимо одержать либо четыре, либо пять побед в зависимости от жеребьёвки соревнований. Оба спортсмена, проигравшие в полуфинальных поединках, становятся обладателями бронзовых наград.
Мужчины
| Категория | Спортсмены | Первый раунд       | Второй раунд         | Четвертьфинал        | Полуфинал            | Финал                | Место                |
| Категория | Спортсмены | Соперник Результат | Соперник Результат   | Соперник Результат   | Соперник Результат   | Соперник Результат   | Место                |
| --------- | ---------- | ------------------ | -------------------- | -------------------- | -------------------- | -------------------- | -------------------- |
| до 60 кг  | Лай Чжуэнь | NEDЭ. Лакрус П 1:2 | Завершил выступление | Завершил выступление | Завершил выступление | Завершил выступление | Завершил выступление |

Женщины
| Категория | Спортсмены    | Первый раунд       | Четвертьфинал      | Полуфинал          | Финал              | Место |
| Категория | Спортсмены    | Соперник Результат | Соперник Результат | Соперник Результат | Соперник Результат | Место |
| --------- | ------------- | ------------------ | ------------------ | ------------------ | ------------------ | ----- |
| до 75 кг  | Чэнь Няньцинь |                    |                    |                    |                    |       |

### Борьба
В соревнованиях по борьбе, как и на предыдущих трёх Играх, будет разыгрываться 18 комплектов наград. По 6 у мужчин в вольной и греко-римской борьбе и 6 у женщин в вольной борьбе. Турнир пройдёт по олимпийской системе с выбыванием. В утешительный раунд попадают участники, проигравшие в своих поединках будущим финалистам соревнований. Каждый поединок состоит из двух раундов по 3 минуты, победителем становится спортсмен, набравший большее количество технических очков. По окончании схватки, в зависимости от результатов спортсменам начисляются классификационные очки.
Женщины
Вольная борьба
| Соревнование | Спортсмены   | Первый раунд       | 1/8 финала         | Четвертьфинал      | Полуфинал          | Финал              | Место |
| Соревнование | Спортсмены   | Соперник Результат | Соперник Результат | Соперник Результат | Соперник Результат | Соперник Результат | Место |
| ------------ | ------------ | ------------------ | ------------------ | ------------------ | ------------------ | ------------------ | ----- |
| до 69 кг     | Чэнь Вэньлин |                    |                    |                    |                    |                    |       |

### Велоспорт

#### Шоссейный велоспорт
Женщины
| Соревнование    | Спортсмены  | Время | Место | Отставание |
| --------------- | ----------- | ----- | ----- | ---------- |
| групповая гонка | Хуан Динъин | DSQ   | DSQ   | DSQ        |

#### Трековый велоспорт
Омниум
| Соревнование | Спортсмены | Круг с хода | Круг с хода | Гонка по очкам | Гонка по очкам | Гонка с выбыванием | Гонка преследования | Гонка преследования | Скретч | Гит с места | Гит с места | Сумма очков | Итоговое место |
| Соревнование | Спортсмены | Время       | Место       | Очки           | Место          | Место              | Время               | Место               | Место  | Время       | Место       | Сумма очков | Итоговое место |
| ------------ | ---------- | ----------- | ----------- | -------------- | -------------- | ------------------ | ------------------- | ------------------- | ------ | ----------- | ----------- | ----------- | -------------- |
| женщины      | Сяо Мэйюй  |             |             |                |                |                    |                     |                     |        |             |             |             |                |

### Водные виды спорта

#### Плавание
В следующий раунд на каждой дистанции проходят спортсмены, показавшие лучший результат, независимо от места, занятого в своём заплыве.
Мужчины
| Дистанция          | Спортсмены  | Предварительный раунд | Предварительный раунд | Предварительный раунд | Полуфинал            | Полуфинал            | Полуфинал            | Финал                | Финал                |
| Дистанция          | Спортсмены  | Заплыв                | Результат             | Место                 | Заплыв               | Результат            | Место                | Результат            | Место                |
| ------------------ | ----------- | --------------------- | --------------------- | --------------------- | -------------------- | -------------------- | -------------------- | -------------------- | -------------------- |
| 200 метров брассом | Ли Сюаньянь | 1                     | 2:14,84               | 34                    | завершил выступление | завершил выступление | завершил выступление | завершил выступление | завершил выступление |

Женщины
| Дистанция                | Спортсмены   | Предварительный раунд | Предварительный раунд | Предварительный раунд | Полуфинал | Полуфинал | Полуфинал | Финал     | Финал |
| Дистанция                | Спортсмены   | Заплыв                | Результат             | Место                 | Заплыв    | Результат | Место     | Результат | Место |
| ------------------------ | ------------ | --------------------- | --------------------- | --------------------- | --------- | --------- | --------- | --------- | ----- |
| 50 метров вольным стилем | Линь Бэйвунь |                       |                       |                       |           |           |           |           |       |

### Гимнастика

#### Спортивная гимнастика
В квалификационном раунде проходил отбор, как в финал командного многоборья, так и в финалы личных дисциплин. В финал индивидуального многоборья отбиралось 24 спортсмена с наивысшими результатами, а в финалы отдельных упражнений по 8 спортсменов, причём в финале личных дисциплин страна не могла быть представлена более, чем 2 спортсменами. В командном многоборье в квалификации на каждом снаряде выступали по 4 спортсмена, а в зачёт шли три лучших результата. В финале командных соревнований на каждом снаряде выступало по три спортсмена и все три результата шли в зачёт.
Мужчины
Индивидуальные упражнения
| Соревнование | Спортсмены | Квалификация | Квалификация | Финал                | Финал                |
| Соревнование | Спортсмены | Очки         | Место        | Очки                 | Место                |
| ------------ | ---------- | ------------ | ------------ | -------------------- | -------------------- |
| конь         | Ли Чхихкай | 14,266       | 31           | Завершил выступление | Завершил выступление |

### Гольф
Последний раз соревнования по гольфу в рамках Олимпийских игр проходили в 1904 году. Соревнования гольфистов пройдут на 18-луночном поле, со счётом 72 пар. Каждый участник пройдёт все 18 лунок по 4 раза.
Мужчины
| Соревнование | Спортсмены    | Первый раунд | Первый раунд | Второй раунд | Второй раунд | Третий раунд | Третий раунд | Четвёртый раунд | Четвёртый раунд | Итоговый результат | Итоговое место |
| Соревнование | Спортсмены    | Очки         | Место        | Очки         | Место        | Очки         | Место        | Очки            | Место           | Итоговый результат | Итоговое место |
| ------------ | ------------- | ------------ | ------------ | ------------ | ------------ | ------------ | ------------ | --------------- | --------------- | ------------------ | -------------- |
| мужчины      | Бань Чжэнцзун |              |              |              |              |              |              |                 |                 |                    |                |
| мужчины      | Линь Вэньдан  |              |              |              |              |              |              |                 |                 |                    |                |

Женщины
| Соревнование | Спортсмены | Первый раунд | Первый раунд | Второй раунд | Второй раунд | Третий раунд | Третий раунд | Четвёртый раунд | Четвёртый раунд | Итоговый результат | Итоговое место |
| Соревнование | Спортсмены | Очки         | Место        | Очки         | Место        | Очки         | Место        | Очки            | Место           | Итоговый результат | Итоговое место |
| ------------ | ---------- | ------------ | ------------ | ------------ | ------------ | ------------ | ------------ | --------------- | --------------- | ------------------ | -------------- |
| женщины      | Тереза Лу  |              |              |              |              |              |              |                 |                 |                    |                |
| женщины      | Кэнди Гун  |              |              |              |              |              |              |                 |                 |                    |                |

### Дзюдо
Соревнования по дзюдо проводились по системе с выбыванием. В утешительные раунды попадали спортсмены, проигравшие полуфиналистам турнира. Два спортсмена, одержавших победу в утешительном раунде, в поединке за бронзу сражались с дзюдоистами, проигравшими в полуфинале.
Мужчины
| Категория | Спортсмены  | 1/32 финала               | 1/16 финала            | 1/8 финала           | Четвертьфинал        | Полуфинал            | Финал                | Место |
| Категория | Спортсмены  | Соперник Результат        | Соперник Результат     | Соперник Результат   | Соперник Результат   | Соперник Результат   | Соперник Результат   | Место |
| --------- | ----------- | ------------------------- | ---------------------- | -------------------- | -------------------- | -------------------- | -------------------- | ----- |
| до 60 кг  | Цзай Минянь | LAOС. Сукпхасай В 111:000 | BULЯ. Герчев П 000:110 | Завершил выступление | Завершил выступление | Завершил выступление | Завершил выступление | 17    |

Женщины
| Категория | Спортсмены    | 1/16 финала             | 1/8 финала               | Четвертьфинал             | Полуфинал               | Финал                    | Место |
| Категория | Спортсмены    | Соперник Результат      | Соперник Результат       | Соперник Результат        | Соперник Результат      | Соперник Результат       | Место |
| --------- | ------------- | ----------------------- | ------------------------ | ------------------------- | ----------------------- | ------------------------ | ----- |
| до 57 кг  | Лянь Чжэньлин | POLА. Подолак В 100:000 | USAМ. Мэллой В 000:000s2 | ROUК. Кэприориу П 000:100 | Утешительный турнир     | Утешительный турнир      | 5     |
| до 57 кг  | Лянь Чжэньлин | POLА. Подолак В 100:000 | USAМ. Мэллой В 000:000s2 | ROUК. Кэприориу П 000:100 | HUNХ. Каракаш В 001:000 | JPNК. Мацумото П 000:001 | 5     |

### Конный спорт
Конкур
В каждом из раундов спортсменам необходимо было пройти дистанцию с разным количеством препятствий и разным лимитом времени. За каждое сбитое препятствие спортсмену начислялось 4 штрафных балла, за превышение лимита времени 1 штрафное очко (за каждые 5 секунд). В финал личного первенства могло пройти только три спортсмена от одной страны. Командный конкур проводился в рамках второго и третьего раунда индивидуальной квалификации. В зачёт командных соревнований шли три лучших результата, показанные спортсменами во время личного первенства. Если спортсмен выбывал из индивидуальных соревнований после первого или второго раундов, то он всё равно продолжал свои выступления, но результаты при этом шли только в командный зачёт.
| Соревнование  | Спортсмены                  | Квалификация | Квалификация | Квалификация | Квалификация | Квалификация | Квалификация | Квалификация | Квалификация | Финал   | Финал   | Финал   | Финал | Финал | Итоговое место |
| Соревнование  | Спортсмены                  | 1 раунд      | 1 раунд      | 2 раунд      | Всего        | Всего        | 3 раунд      | Всего        | Всего        | Финал A | Финал A | Финал B | Всего | Всего | Итоговое место |
| Соревнование  | Спортсмены                  | Штраф        | Место        | Штраф        | Штраф        | Место        | Штраф        | Штраф        | Место        | Штраф   | Место   | Штраф   | Штраф | Место | Итоговое место |
| ------------- | --------------------------- | ------------ | ------------ | ------------ | ------------ | ------------ | ------------ | ------------ | ------------ | ------- | ------- | ------- | ----- | ----- | -------------- |
| личный конкур | Вон Исяо лошадь — Zadarijke |              |              |              |              |              |              |              |              |         |         |         |       |       |                |

### Лёгкая атлетика
Мужчины
Беговые дисциплины
| Дисциплина                    | Спортсмен | Предварительный раунд | Предварительный раунд | Предварительный раунд | Четвертьфиналы | Четвертьфиналы | Четвертьфиналы | Полуфиналы | Полуфиналы | Полуфиналы | Финал | Финал |
| Дисциплина                    | Спортсмен | Забег                 | Время                 | Место                 | Забег          | Время          | Место          | Забег      | Время      | Место      | Время | Место |
| ----------------------------- | --------- | --------------------- | --------------------- | --------------------- | -------------- | -------------- | -------------- | ---------- | ---------- | ---------- | ----- | ----- |
| бег на 400 метров с барьерами | Чжэнь Цзе |                       |                       |                       | не проводится  | не проводится  | не проводится  |            |            |            |       |       |

Шоссейные дисциплины
| Дисциплина | Спортсмен   | Время | Место | Отставание |
| ---------- | ----------- | ----- | ----- | ---------- |
| марафон    | Хо Цзиньбин |       |       |            |

Технические дисциплины
| Дисциплина      | Спортсмен     | Квалификация | Квалификация | Финал     | Финал |
| Дисциплина      | Спортсмен     | Результат    | Место        | Результат | Место |
| --------------- | ------------- | ------------ | ------------ | --------- | ----- |
| прыжок в высоту | Сян Чжуньсянь |              |              |           |       |
| метание молота  | Хуан Шифэн    |              |              |           |       |

Женщины
Шоссейные дисциплины
| Дисциплина | Спортсмен     | Время | Место | Отставание |
| ---------- | ------------- | ----- | ----- | ---------- |
| марафон    | Чжэнь Юйсюань |       |       |            |
| марафон    | Се Цзяньхо    |       |       |            |

### Настольный теннис
Соревнования по настольному теннису проходили по системе плей-офф. Каждый матч продолжается до тех пор, пока один из теннисистов не выигрывает 4 партии. Сильнейшие 16 спортсменов начинали соревнования с третьего раунда, следующие 16 по рейтингу стартовали со второго раунда.
Мужчины
| Соревнование     | Спортсмены                             | Квалификация       | Первый раунд       | Второй раунд        | Третий раунд            | 1/8 финала           | 1/4 финала           | Полуфинал            | Финал                | Место                |
| Соревнование     | Спортсмены                             | Соперник Результат | Соперник Результат | Соперник Результат  | Соперник Результат      | Соперник Результат   | Соперник Результат   | Соперник Результат   | Соперник Результат   | Место                |
| ---------------- | -------------------------------------- | ------------------ | ------------------ | ------------------- | ----------------------- | -------------------- | -------------------- | -------------------- | -------------------- | -------------------- |
| одиночный разряд | Чуан Чжиюань (5)                       | не участвовал      | не участвовал      | не участвовал       | NGRК. Аруна (27) П 0:4  | завершил выступление | завершил выступление | завершил выступление | завершил выступление | завершил выступление |
| одиночный разряд | Чэнь Цзяньань (25)                     | не участвовал      | не участвовал      | ESPХэ Чживэнь В 4:2 | CHNЧжан Цзикэ (2) П 0:4 | завершил выступление | завершил выступление | завершил выступление | завершил выступление | завершил выступление |
| командный разряд | Чуан Чжиюань Чэнь Цзяньань Цзян Хунцзе | не проводится      | не проводится      | не проводится       | не проводится           | Германия · :         |                      |                      |                      |                      |

Женщины
| Соревнование     | Спортсмены                     | Квалификация       | Первый раунд       | Второй раунд          | Третий раунд         | 1/8 финала              | 1/4 финала            | Полуфинал             | Финал                 | Место                 |
| Соревнование     | Спортсмены                     | Соперник Результат | Соперник Результат | Соперник Результат    | Соперник Результат   | Соперник Результат      | Соперник Результат    | Соперник Результат    | Соперник Результат    | Место                 |
| ---------------- | ------------------------------ | ------------------ | ------------------ | --------------------- | -------------------- | ----------------------- | --------------------- | --------------------- | --------------------- | --------------------- |
| одиночный разряд | Чжэн Ицзин (7)                 | не участвовала     | не участвовала     | не участвовала        | BLRВ. Павлович В 4:3 | KORСо Хё Вон (12) В 4:3 | CHNЛи Сяося (3) П 0:4 | завершила выступление | завершила выступление | завершила выступление |
| одиночный разряд | Чэнь Сыюй (23)                 | не участвовала     | не участвовала     | BLRА. Привалова В 4:2 | TURМ. Ху (14) В 4:0  | PRKКим Сон И (27) П 2:4 | завершила выступление | завершила выступление | завершила выступление | завершила выступление |
| командный разряд | Чжэн Ицзин Чэнь Сыюй Ли Ичжэнь | не проводится      | не проводится      | не проводится         | не проводится        | Гонконг · :             |                       |                       |                       |                       |

### Парусный спорт
Соревнования по парусному спорту в каждом из классов состояли из 10 или 12 гонок. Каждую гонку спортсмены начинали с общего старта. Победителем становился экипаж, первым пересекший финишную черту. Количество очков, идущих в общий зачёт, соответствовало занятому командой месту. 10 лучших экипажей по результатам предварительных заплывов попадали в медальную гонку, результаты которой также шли в общий зачёт. В медальной гонке, очки, полученные экипажем удваивались. В случае если участник соревнований не смог завершить гонку ему начислялось количество очков, равное количеству участников плюс один. При итоговом подсчёте очков не учитывался худший результат, показанный экипажем в одной из гонок. Сборная, набравшая наименьшее количество очков, становится олимпийским чемпионом.
Мужчины
| Класс | Спортсмены | Гонка | Гонка | Гонка | Гонка | Гонка  | Гонка | Гонка | Гонка  | Гонка | Гонка | Гонка | Гонка | Гонка         | Очки | Место |
| Класс | Спортсмены | 1     | 2     | 3     | 4     | 5      | 6     | 7     | 8      | 9     | 10    | 11    | 12    | M             | Очки | Место |
| ----- | ---------- | ----- | ----- | ----- | ----- | ------ | ----- | ----- | ------ | ----- | ----- | ----- | ----- | ------------- | ---- | ----- |
| RS:X  | Чжан Хао   | 34    | 34    | 31    | 27    | 37 DNF | 34    | 35    | 37 DNF | 31    | 28    | 27    | 28    | не участвовал | 346  | 32    |

### Стрельба
В январе 2013 года Международная федерация спортивной стрельбы приняла новые правила проведения соревнований на 2013—2016 года, которые, в частности, изменили порядок проведения финалов. Во многих дисциплинах спортсмены, прошедшие в финал, теперь начинают решающий раунд без очков, набранных в квалификации, а финал проходит по системе с выбыванием. Также в финалах после каждого раунда стрельбы из дальнейшей борьбы выбывает спортсмен с наименьшим количеством баллов. В скоростном пистолете решающие поединки проходят по системе попал-промах. В стендовой стрельбе добавился полуфинальный раунд, где определяются по два участника финального матча и поединка за третье место.
Мужчины
| Соревнование | Спортсмены | Квалификация | Квалификация | Полуфинал            | Полуфинал            | Финал                | Финал                |
| Соревнование | Спортсмены | Результат    | Место        | Результат            | Место                | Соперник/ Результат  | Место                |
| ------------ | ---------- | ------------ | ------------ | -------------------- | -------------------- | -------------------- | -------------------- |
| трап         | Ян Гуньби  | 110          | 25           | завершил выступление | завершил выступление | завершил выступление | завершил выступление |

Женщины
| Соревнование                       | Спортсмены  | Квалификация | Квалификация | Полуфинал             | Полуфинал             | Финал                 | Финал                 |
| Соревнование                       | Спортсмены  | Результат    | Место        | Результат             | Место                 | Соперник/ Результат   | Место                 |
| ---------------------------------- | ----------- | ------------ | ------------ | --------------------- | --------------------- | --------------------- | --------------------- |
| пневматический пистолет, 10 метров | У Цзяин     | 380          | 19           | не проводится         | не проводится         | завершила выступление | завершила выступление |
| пневматический пистолет, 10 метров | Юй Айвэнь   | 378          | 31           | не проводится         | не проводится         | завершила выступление | завершила выступление |
| пистолет, 25 метров                | Юй Айвэнь   | 577          | 18           | завершила выступление | завершила выступление | завершила выступление | завершила выступление |
| пистолет, 25 метров                | У Цзяин     | 572          | 27           | завершила выступление | завершила выступление | завершила выступление | завершила выступление |
| трап                               | Линь Ицзюнь | 62           | 17           | завершила выступление | завершила выступление | завершила выступление | завершила выступление |

### Стрельба из лука
В квалификации соревнований лучники выполняют 12 серий выстрелов по 6 стрел с расстояния 70-ти метров. По итогам предварительного раунда составляется сетка плей-офф, где в 1/32 финала 1-й номер посева встречается с 64-м, 2-й с 63-м и.т.д. В поединках на выбывание спортсмены выполняют по три выстрела. Участник, набравший за эту серию больше очков получает 2 очка. Если же оба лучника набрали одинаковое количество баллов, то они получают по одному очку. Победителем пары становится лучник, первым набравший 6 очков.
По результатам чемпионата мира 2015 года сборная Тайваня получила три олимпийских лицензии в мужском разряде и лишь одну в женском, которую принесла Линь Шицзя, ставшая серебряным призёром в личном первенстве. Командную квоту в женском турнире тайваньские лучницы смогли заработать по итогам финальной олимпийской квалификации, проходившей в рамках этапа Кубка мира в июне 2016 года.
Мужчины
| Соревнование              | Спортсмены                            | Квалификация | Квалификация | 1/32 финала                | 1/16 финала               | 1/8 финала             | Четвертьфинал         | Полуфинал             | Финал                 | Место |
| Соревнование              | Спортсмены                            | Результат    | Место        | Соперник Результат         | Соперник Результат        | Соперник Результат     | Соперник Результат    | Соперник Результат    | Соперник Результат    | Место |
| ------------------------- | ------------------------------------- | ------------ | ------------ | -------------------------- | ------------------------- | ---------------------- | --------------------- | --------------------- | --------------------- | ----- |
| индивидуальное первенство | Вэй Чжуньхэн                          | 679          | 9            | FIJР. Элдер (56) В 6:0     | THAВ. Тхамвонг (41) П 5:6 | завершил выступление   | завершил выступление  | завершил выступление  | завершил выступление  | 17    |
| индивидуальное первенство | Гао Хаовэнь                           | 661          | 30           | ESPА. Фернандес (35) П 0:6 | завершил выступление      | завершил выступление   | завершил выступление  | завершил выступление  | завершил выступление  | 33    |
| индивидуальное первенство | Юй Гуаньлинь                          | 655          | 39           | NORБ. Нестенг (26) П 5:6   | завершил выступление      | завершил выступление   | завершил выступление  | завершил выступление  | завершил выступление  | 33    |
| командное первенство      | Вэй Чжуньхэн Гао Хаовэнь Юй Гуаньлинь | 1995         | 6            | не проводится              | не проводится             | Индонезия (10) · П 2:6 | завершили выступление | завершили выступление | завершили выступление | 9     |

Женщины
По итогам квалификационного раунда тайваньские лучницы заняли 4-е место, уступив китаянкам одно очко, а сборной России 6. В раунде плей-офф тайваньские лучницы с трудом победили сборную Мексики 5:4, а затем в полуфинале ничего не смогли противопоставить южнокорейским спортсменкам 1:5. В поединке за третье место Тань Ятин, Линь Шицзя и Лэ Цзяньин уверенно победили итальянок 6:2 и стали обладательницами бронзовых наград, повторив тем самым свой лучший результат, показанный на Играх 2004 года.
| Соревнование              | Спортсмены                      | Квалификация | Квалификация | 1/32 финала               | 1/16 финала              | 1/8 финала            | Четвертьфинал         | Полуфинал                    | Финал                 | Место |
| Соревнование              | Спортсмены                      | Результат    | Место        | Соперник Результат        | Соперник Результат       | Соперник Результат    | Соперник Результат    | Соперник Результат           | Соперник Результат    | Место |
| ------------------------- | ------------------------------- | ------------ | ------------ | ------------------------- | ------------------------ | --------------------- | --------------------- | ---------------------------- | --------------------- | ----- |
| индивидуальное первенство | Тань Ятин                       | 656          | 4            | CANД.-С. Пикар (61) В 7:1 | UKRА. Павлова (29) В 6:0 |                       |                       |                              |                       |       |
| индивидуальное первенство | Линь Шицзя                      | 651          | 9            | EGYР. Мансур (56) В 6:0   | INDБ. Деви (24) П 2:6    | завершила выступление | завершила выступление | завершила выступление        | завершила выступление | 17    |
| индивидуальное первенство | Лэй Цяньин                      | 625          | 33           | ESPА. Мартин (32) В 6:2   | KORЧхве Ми Сун (1) :     |                       |                       |                              |                       |       |
| командное первенство      | Тань Ятин Линь Шицзя Лэ Цзяньин | 1932         | 4            | не проводится             | не проводится            | Не участвовали        | Мексика (5) · В 5:4   | Республика Корея (1) · П 1:5 | За 3-е место          | 3     |
| командное первенство      | Тань Ятин Линь Шицзя Лэ Цзяньин | 1932         | 4            | не проводится             | не проводится            | Не участвовали        | Мексика (5) · В 5:4   | Республика Корея (1) · П 1:5 | Италия (6) · В 5:3    | 3     |

### Теннис
Соревнования пройдут на кортах олимпийского теннисного центра. Теннисные матчи будут проходить на кортах с твёрдым покрытием DecoTurf, на которых также проходит и Открытый чемпионат США.
Мужчины
| Соревнование     | Спортсмены | 1/32 финала                   | 1/16 финала          | 1/8 финала           | Четвертьфинал        | Полуфинал            | Финал                | Место                |
| Соревнование     | Спортсмены | Соперник Результат            | Соперник Результат   | Соперник Результат   | Соперник Результат   | Соперник Результат   | Соперник Результат   | Место                |
| ---------------- | ---------- | ----------------------------- | -------------------- | -------------------- | -------------------- | -------------------- | -------------------- | -------------------- |
| одиночный разряд | Лу Яньсюнь | ITAП. Лоренци П 6:3, 3:6, 4:6 | Завершил выступление | Завершил выступление | Завершил выступление | Завершил выступление | Завершил выступление | Завершил выступление |

Женщины
| Соревнование  | Спортсмены                    | 1/32 финала        | 1/16 финала                                  | 1/8 финала                              | Четвертьфинал                    | Полуфинал          | Финал              | Место |
| Соревнование  | Спортсмены                    | Соперник Результат | Соперник Результат                           | Соперник Результат                      | Соперник Результат               | Соперник Результат | Соперник Результат | Место |
| ------------- | ----------------------------- | ------------------ | -------------------------------------------- | --------------------------------------- | -------------------------------- | ------------------ | ------------------ | ----- |
| парный разряд | Чжань Юнжань Чжань Хаоцин (3) | Не проводится      | ROUИ.-К. Бегу / М. Никулеску В 5:7, 6:4, 6:3 | GBRЙ. Конта / Х. Уотсон В 3:6, 6:0, 6:4 | SUIТ. Бачински / М. Хингис (5) : |                    |                    |       |

### Тхэквондо
Соревнования по тхэквондо проходят по системе с выбыванием. Для победы в турнире спортсмену необходимо одержать 4 победы. Тхэквондисты, проигравшие по ходу соревнований будущим финалистам, принимают участие в утешительном турнире за две бронзовые медали.
Мужчины
| Категория | Спортсмены | Первый раунд       | Четвертьфинал      | Полуфинал          | Финал              | Место |
| Категория | Спортсмены | Соперник Результат | Соперник Результат | Соперник Результат | Соперник Результат | Место |
| --------- | ---------- | ------------------ | ------------------ | ------------------ | ------------------ | ----- |
| до 80 кг  |            |                    |                    |                    |                    |       |

Женщины
| Категория | Спортсмены | Первый раунд       | Четвертьфинал      | Полуфинал          | Финал              | Место |
| Категория | Спортсмены | Соперник Результат | Соперник Результат | Соперник Результат | Соперник Результат | Место |
| --------- | ---------- | ------------------ | ------------------ | ------------------ | ------------------ | ----- |
| до 49 кг  |            |                    |                    |                    |                    |       |
| до 67 кг  |            |                    |                    |                    |                    |       |

### Тяжёлая атлетика
Каждый НОК самостоятельно выбирает категорию в которой выступит её тяжелоатлет. В рамках соревнований проводятся два упражнения — рывок и толчок. В каждом из упражнений спортсмену даётся 3 попытки. Победитель определяется по сумме двух упражнений. При равенстве результатов победа присуждается спортсмену, с меньшим собственным весом.
Мужчины
| Категория | Спортсмены    | Вес   | Рывок | Рывок | Рывок | Толчок | Толчок | Толчок | Всего | Место |
| Категория | Спортсмены    | Вес   | 1     | 2     | 3     | 1      | 2      | 3      | Всего | Место |
| --------- | ------------- | ----- | ----- | ----- | ----- | ------ | ------ | ------ | ----- | ----- |
| до 56 кг  | Дань Цзичжун  | 55,89 | 110   | 110   | 110   | 131    | 135    | 138    | 248   | 12    |
| до 69 кг  | Бань Цзяньхун | 68,79 | 130   | 136   | 136   | 160    | 160    | 160    | 296   | 17    |
|           |               |       |       |       |       |        |        |        |       |       |

Женщины
Упорная борьба развернулась за победу в категории до 53 кг. После рывка лидировала китайская тяжелоатлетка Ли Яцзюнь, установившая новый олимпийский рекорд (101 кг), однако в толчке китаянка не смогла совершить ни одной результативной попытки и выбыла из борьбы за медали. В итоге победителем соревнований стала тайваньская спортсменка Сюй Шуцзин, которая, подняв по сумме упражнений 212 кг, смогла защитить чемпионский титул, завоёванный на Играх в Лондоне.
За несколько часов до старта соревнований в категории до 63 кг стало известно, что в турнире не примет участие рекордсменка мира по сумме двух упражнений Линь Цзыци. Причиной этого стал проваленный допинг-тест, взятый у спортсменки незадолго до начала соревнований. Примечательно, что для Линь Цзыци Игры в Рио-де-Жанейро стали вторыми пропущенными из-за допинга. Игры в Лондоне спортсменка пропустила из-за двухлетней дисквалификации, наложенной на Линь после Азиатских игр 2010 года.
| Категория | Спортсмены  | Вес   | Рывок | Рывок | Рывок | Толчок | Толчок | Толчок | Всего | Место |
| Категория | Спортсмены  | Вес   | 1     | 2     | 3     | 1      | 2      | 3      | Всего | Место |
| --------- | ----------- | ----- | ----- | ----- | ----- | ------ | ------ | ------ | ----- | ----- |
| до 48 кг  | Чэнь Вэйлин | 47,13 | 75    | 79    | 81    | 99     | 100    | 100    | 181   | 7     |
| до 53 кг  | Сюй Шуцзин  | 52,60 | 92    | 96    | 100   | 100    | 112    | 126    | 212   | 1     |
| до 58 кг  | Го Синчжунь | 57,86 | 102   | 105   | 105   | 129    | 129    | 139    | 231   | 3     |
| до 63 кг  | Линь Цзыци  | DSQ   | DSQ   | DSQ   | DSQ   | DSQ    | DSQ    | DSQ    | DSQ   | DSQ   |